# 2961 Katsurahama
2961 Katsurahama (1982 XA) là một tiểu hành tinh vành đai chính được phát hiện ngày 7 tháng 12 năm 1982 bởi T. Seki ở Geisei.